# Eads Bridge
Die Eads Bridge (von englisch bridge ‚Brücke‘) ist eine kombinierte Eisenbahn- und Straßenbrücke in Illinois. Sie verbindet St. Louis in Missouri mit East St. Louis über den Mississippi River, der hier die Grenze zwischen beiden Bundesstaaten bildet. Im unteren Geschoss verkehrt der MetroLink, eine Stadtbahn in der Metropolregion St. Louis (Greater St. Louis), im oberen befindet sich eine vierstreifige Straße. Als die Brücke 1874 fertiggestellt wurde, hatte sie die größten Spannweiten aller Bogenbrücken weltweit.

## Geschichte
Die Brücke ist nach ihrem Konstrukteur und Erbauer James Buchanan Eads benannt, der zuvor jedoch nie eine Brücke geplant oder gebaut hatte. Der Wasserbauingenieur, der Erfahrung am Mississippi auch als Taucher gemacht hatte, fertigte einen einfachen Entwurf einer Brücke mit drei Bögen aus stählernen Bogenträgern. Aufgrund seiner Kenntnis des Flusses war er überzeugt, dass die Pfeiler nur stabil sein konnten, wenn ihre Gründung bis zum Felsgrund reichte. Sein Entwurf führte zu seiner Bestellung als Chief Engineer der neugegründeten St. Louis Bridge Company. Dort entwickelte er die endgültigen Pläne mit einem Stab erfahrener Brückenbauingenieure. Die Konstruktion aus Rippenbögen mit Spannweiten von 158 m wurde damals als waghalsig angesehen, ebenso die erstmalige Verwendung von Stahl als wichtigstem Bestandteil der tragenden Teile. Sie galt damals als die größte Bogenbrücke der Welt.
Der Bau begann im August 1867 mit den Gründungsarbeiten. Für den Bau der Widerlager und Pfeiler verwendet Eads die größten und bis dahin tiefsten Senkkästen, eine Technik, deren medizinische Auswirkungen damals noch so gut wie unbekannt waren. So waren sie auch für die ersten schweren Fälle von Dekompressionskrankheit verantwortlich. 15 Arbeiter starben daran, zwei weitere wurden schwerstbehindert und 77 trugen teilweise Behinderungen davon.
Im April 1873 begannen die Arbeiten am Überbau. Da Lehrgerüste wegen der Schifffahrt nicht gebaut werden durften (und in der Größe wohl auch nicht hätten gebaut werden können), war die Eads Bridge eine der ersten modernen Brücken, die im Freivorbau mit Kragträgern gebaut wurden. Dazu wurden auf den Widerlagern und Pfeilern provisorische hölzerne Türme errichtet, über die Drahtseile geführt wurden, mit denen die über den Fluss ragenden Bogenteile rückverankert wurden.
Am 14. Juni 1874 wurde ein "Testelefant" über die eben fertiggestellte Brücke geführt, um deren Sicherheit zu erproben. Eine große Menschenmenge jubelte, als ein Wanderzirkus auf seinem Weg nach Illinois zuerst die Brücke überquerte. Man glaubte, dass Elefanten einen Instinkt für unsichere Stellen haben. Zwei Wochen später unternahm Eads einen Belastungstest mit 14 Lokomotiven, die gleichzeitig die Brücke befuhren. Am 4. Juli 1874, dem Nationalfeiertag, wurde die Brücke feierlich eröffnet.
Im Januar 1964 erhielt die Brücke den Status eines National Historic Landmark. Die Eads Bridge wurde 1966 im NRHP gelistet und 1971 von der American Society of Civil Engineers in die List of National Historic Civil Engineering Landmarks aufgenommen.

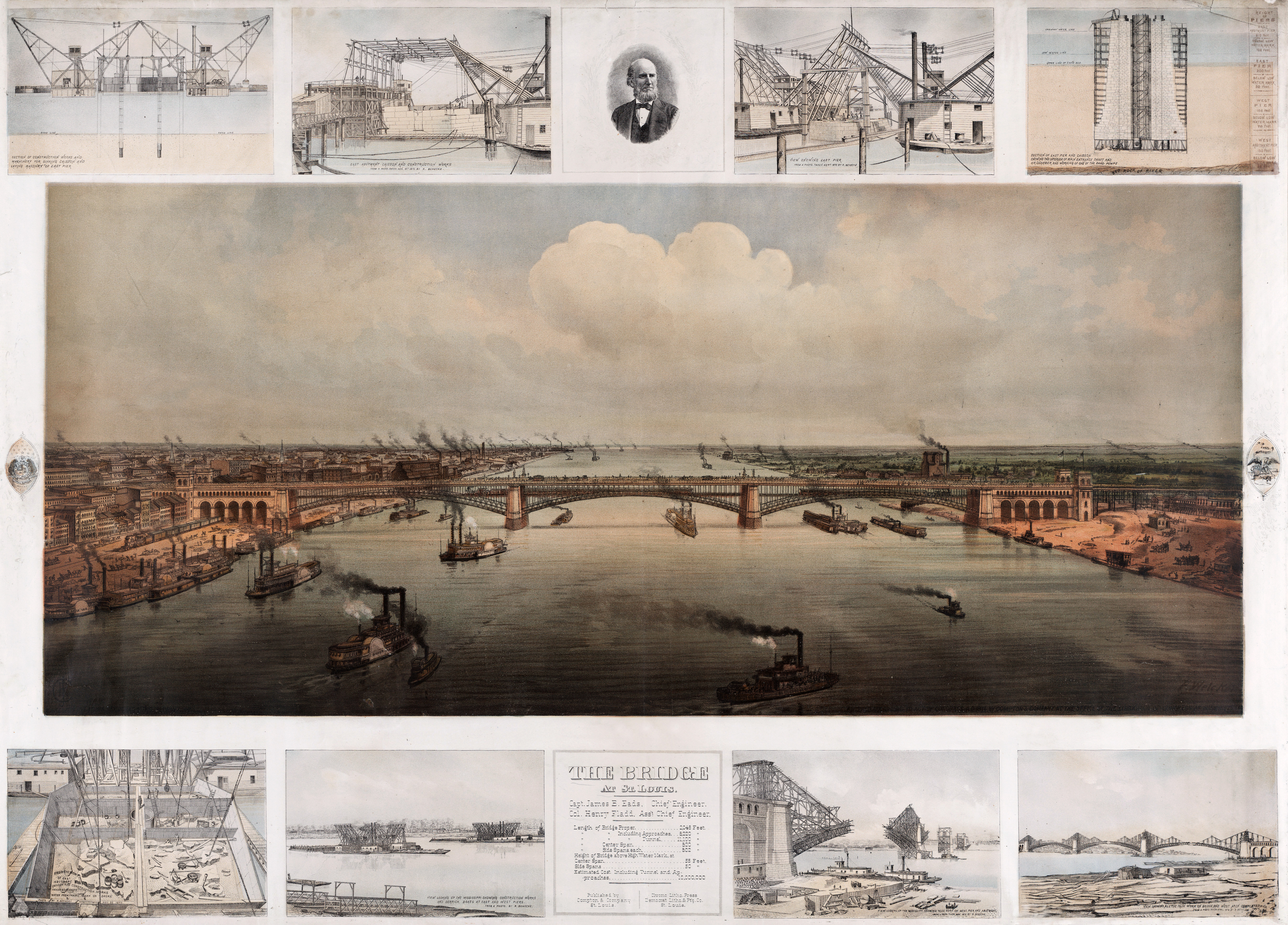
Poster von ca. 1874, das den Bau der Brücke zeigt
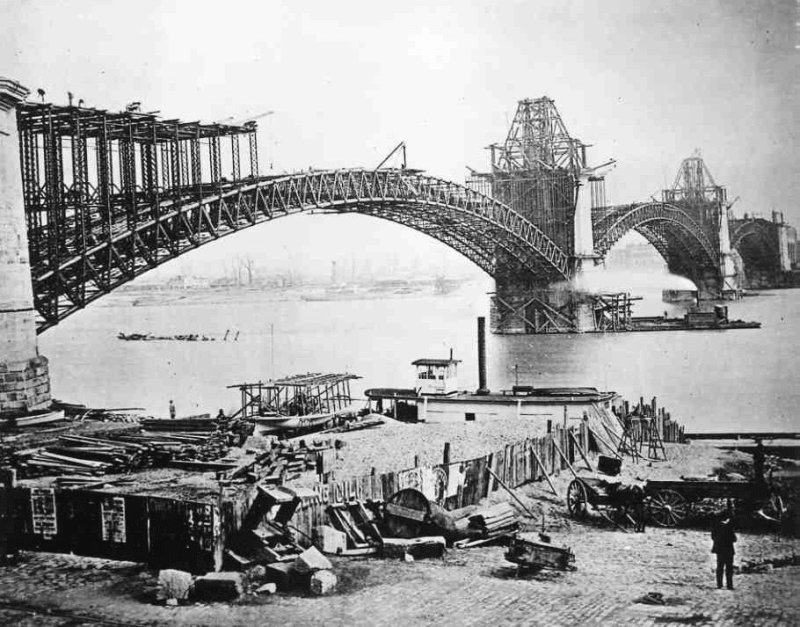
Die Eads Bridge im Bau um 1874
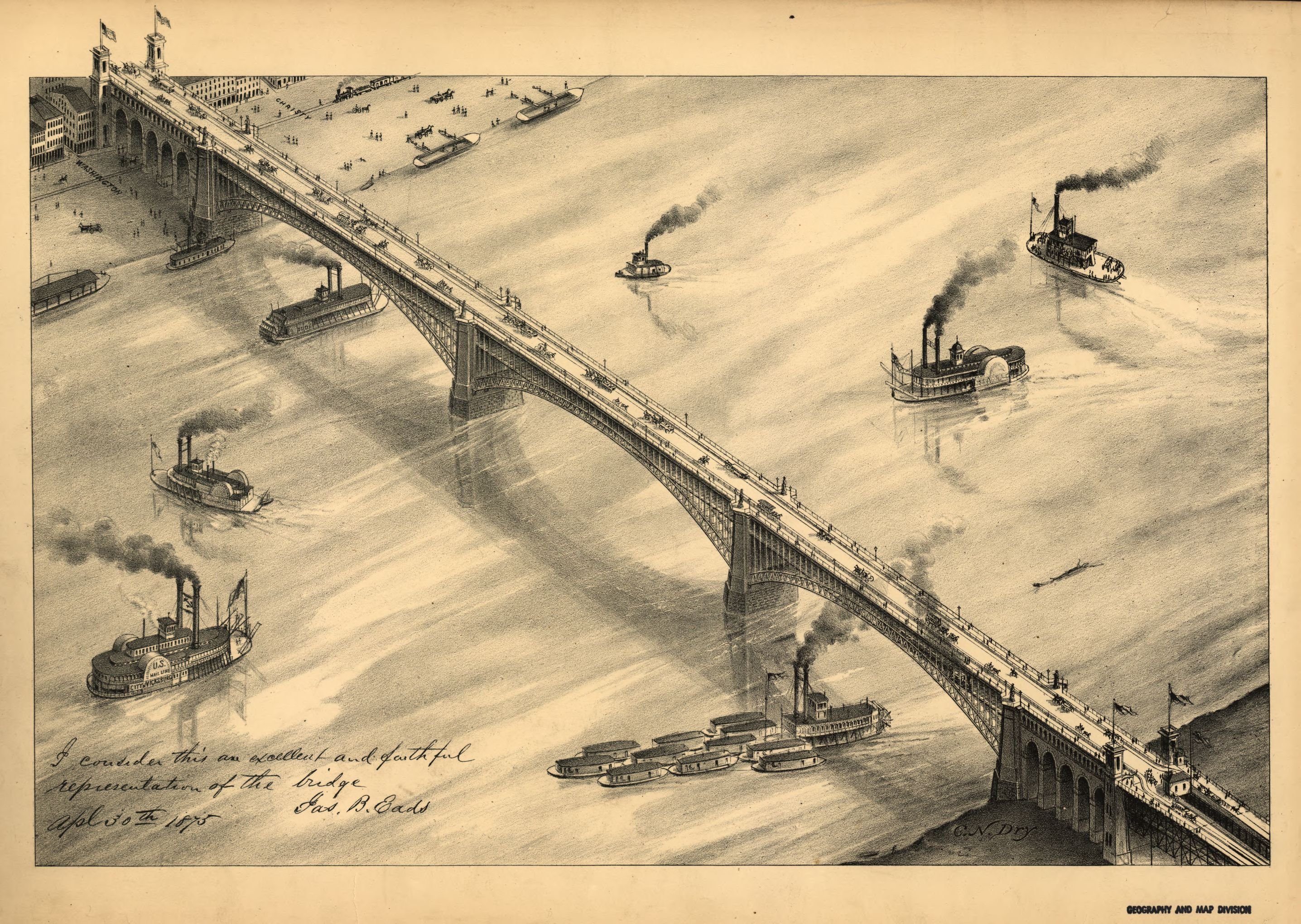
Zeichnung von Camille N. Dry, 1875
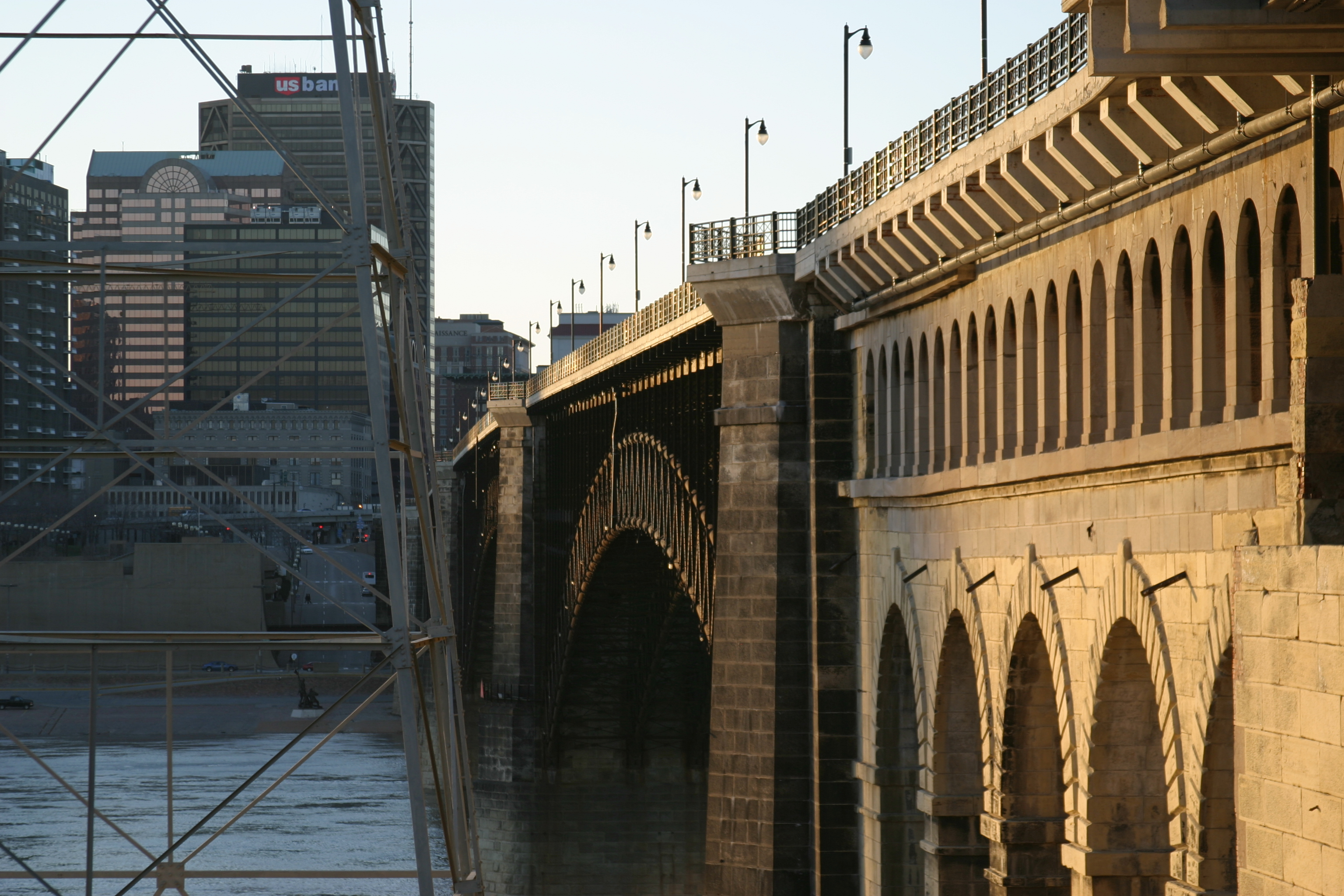
Die Eads Bridge von der Station East River Front des Metro Link aus gesehen

## Beschreibung
Die Eads Bridge besteht aus drei großen Segmentbögen mit aufgeständerten Eisenbahngleisen im unteren und Fahrbahnen für eine vierstreifige Straße auf dem oberen Brückendeck. Die Bögen bestehen jeweils aus vier parallelen Bogenträgern (Rippenbögen), deren Ober- und Untergurte aus Stahlrohren gefertigt und mit schmiedeeisernen, fachwerkartigen Verstrebungen verbunden sind. In ähnlicher Weise sind diese vier Bogenträger untereinander durch schmiedeeiserne Verstrebungen versteift.
Die Widerlager und die Brückenpfeiler zwischen den Bögen bestehen aus Kalkstein-Mauerwerk, das mit Granit verkleidet wurde. An die Widerlager schließen sich zu beiden Seiten gemauerte Viadukte an, die mit jeweils fünf Rundbögen die Gleise über die Uferbereiche führen. Über den Rundbögen befindet sich eine Galerie kleiner Bögen, die das Straßendeck tragen. Daran schließen sich lange Rampenbrücken an, mit denen das Niveau des umliegenden Geländes erreicht wird.
Die Segmentbögen haben Spannweiten von 158 m (520 ft) im mittleren Bogen und 153 m (502 ft) in den beiden äußeren Bögen. Die Länge der eigentlichen Brücke einschließlich der beiden Uferviadukte beträgt 624 m (2048 ft). Die mit 1896 m (6220 ft) angegebene gesamte Länge des Bauwerks lässt sich im heutigen Straßensystem nicht nachvollziehen.
Die Brücke hat eine lichte Höhe von 16,8 m (55 ft) über Hochwasser, ihr Fahrbahndeck ist 16,5 m (54 ft) breit.
Beim Bau der Brücke wurden verarbeitet:
02.168 Tonnen Stahl
02.863 Tonnen Schmiedeeisen
00731 Tonnen Holzbohlen
03.483 m3 Beton
74.598 m3 Mauerwerk
Die Eisenbahngleise werden innerhalb der westlichen Rampenbrücke in einen 1248 m langen Tunnel geführt, der nach einer engen Kurve in der South 8th Street an der Station Stadium endet.

## Gegenwärtige Nutzung
Die Eads Bridge, die bis 1965, als der Gateway Arch errichtet wurde, das Wahrzeichen von St. Louis war, ist noch heute in Betrieb. Über die Eads Bridge kommt man zwischen dem Innenstadtviertel Laclade's Landing im Norden und dem Gateway Arch im Süden aus Richtung Illinois in die Stadt St. Louis. Heute weist die über die Brücke führende Straße zwei baulich getrennte Fahrstreifen mit je zwei Fahrbahnen sowie je einen baulich getrennten Weg für Fußgänger und Radfahrer je Richtung auf. Im Jahr 2014 wurden 8100 Fahrzeuge pro Tag gezählt (obwohl zwei Fahrstreifen baustellenbedingt geschlossen waren). Die Gleise der unteren Brückenetage werden seit 1993 von der Stadtbahn genutzt.

## Kunst und Medien
Der Bau der Eads-Bridge bildet die Rahmenhandlung von Band 68 der Lucky-Luke-Comics, Die Brücke am ol’man river, gezeichnet von Morris.